# باري أشورث
باري أشورث (بالإنجليزية: Barry Ashworth)‏ هو لاعب كرة قدم ومدرب كرة قدم بريطاني، ولد في 18 أغسطس 1942 في ستوكبورت في المملكة المتحدة. لعب مع تشيلسي ونادي ألترينتشام ونادي بانغور سيتي ونادي ترانمير روفرز لكرة القدم ونادي تشستر سيتي ونادي ساوثيند يونايتد ونادي هارتلبول يونايتد.